# Amicus curiae
Amicus curiae (meervoud amici curiae) is een Latijnse term, die in de rechtspraak voorkomt. Letterlijk vertaald betekent het "vriend van de rechtbank". Met deze term worden instanties of personen aangeduid, die geen partij zijn in een zaak, maar - gevraagd of ongevraagd - hun mening of advies aan een rechtbank (of ander rechtscollege) uitbrengen over (een deel van) een zaak.
Het begrip amicus curiae was al bekend in de Romeinse rechtspraak.